# Emil Stanisław Rappaport
Emil Stanisław Rappaport (ur. 8 lipca 1877 w Warszawie, zm. 10 lub 11 sierpnia 1965 w Łodzi) – polski prawnik pochodzenia żydowskiego, specjalista prawa karnego, do roku 1939 profesor Wolnej Wszechnicy Polskiej, od roku 1948 profesor zwyczajny Uniwersytetu Łódzkiego.

## Życiorys

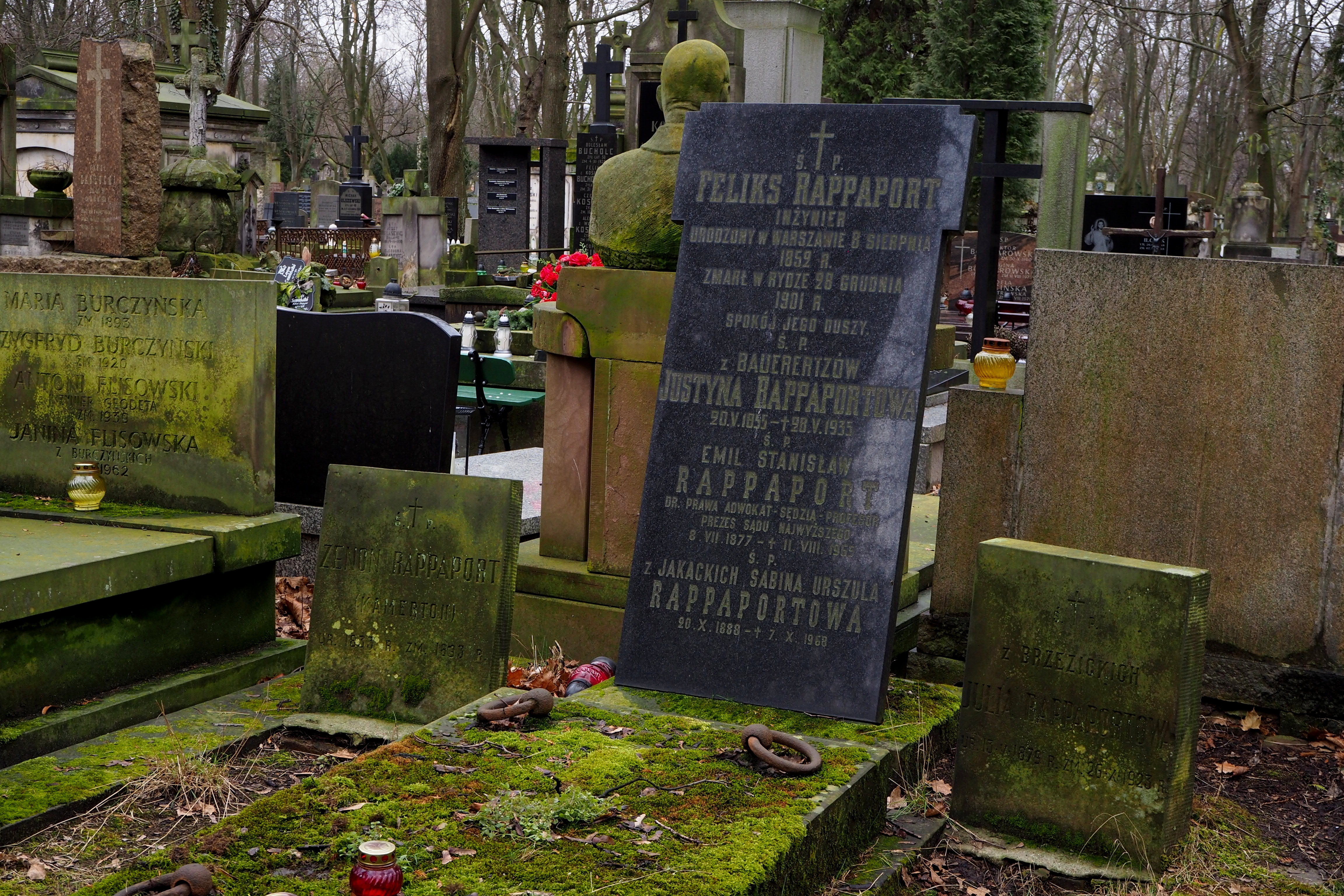
Grób Emila Stanisława Rappaporta na Cmentarzu Powązkowskim w Warszawie

Syn Feliksa i Justyny z Bauerertzów. Ukończył V Gimnazjum Męskie w Warszawie (1897). W latach 1897–1901 studiował na Wydziale Prawa rosyjskiego Cesarskiego Uniwersytetu Warszawskiego. W roku 1910 uzyskał stopień doktora prawa na uniwersytecie w Neuchâtel w Szwajcarii. W latach 1907–1908 i 1914-1918 był wykładowcą prawa karnego i międzynarodowego na Wydziale Humanistycznym Towarzystwa Kursów Naukowych w Warszawie.
Był pracownikiem Komisji Prawno-Wojskowej i Komisji Prawa Karnego Tymczasowej Rady Stanu. W latach 1917–1919 był sędzią Sądu Apelacyjnego w Warszawie, a w latach 1919–1951 – sędzią Sądu Najwyższego. W czerwcu 1946 roku został powołany na członka Najwyższego Trybunału Narodowego. Od roku 1960 emerytowany.
Zmarł 10 lub 11 sierpnia 1965. Został pochowany na cmentarzu Powązkowskim w Warszawie (kwatera 201-1-17,18).
Jego żoną była Sabina z domu Jakacka (1888–1968). Siostrą Emila Stanisława Rappaporta była Zofia Jętkiewiczowa, nauczycielka, działaczka oświatowa i społeczna oraz członkini Narodowej Organizacji Kobiet.

## Ordery i odznaczenia
- Krzyż Komandorski z Gwiazdą Orderu Odrodzenia Polski (8 listopada 1930)[6][7]
- Krzyż Komandorski Orderu Odrodzenia Polski (2 maja 1923)[8][9]
- Złoty Krzyż Zasługi (11 listopada 1937)[10]
- Medal 10-lecia Polski Ludowej (19 stycznia 1955)[11]

- Wielki Oficer Orderu Gwiazdy Rumunii (Rumunia)[7]
- Wielki Oficer Orderu św. Sawy (Jugosławia)[7]
- Wielki Oficer Orderu Nilu (Egipt)[7]
- Komandor Orderu Korony (Belgia)[7]
- Oficer Orderu Legii Honorowej (Francja)[7]